# Cuscuta curta
Cuscuta curta là một loài thực vật có hoa trong họ Bìm bìm. Loài này được (Engelm.) Rydb. mô tả khoa học đầu tiên năm 1913.